# Zion’s Hill
Zion’s Hill (ursprünglich „Hell’s Gate“ genannt) ist der Name eines kleinen Dorfes auf der Insel Saba, einer der Besonderen Gemeinden der Niederlande in der Karibik. Mit rund 400 Einwohnern (Stand 2017) ist Zion’s Hill nach der Inselhauptstadt The Bottom und Windwardside der drittgrößte Ort auf Saba.
Die Umbenennung des Ortes erfolgte, nachdem sich Bewohner und Kirchenvertreter wiederholt beim Gezaghebber (dem Regierungschef der Insel) über den negativ behafteten Namen „Hell’s Gate“ beschwert hatten. Die Einwohner von Zion’s Hill bezeichnen sich selbst im Englischen als „Sabanians“ im Gegensatz zu dem in den anderen Siedlungen üblichen „Sabans“.

## Geographie
Zion’s Hill liegt etwa drei Kilometer nordöstlich von The Bottom an der Nordseite der Insel und ist der erste Ort, den Besucher erreichen, wenn sie vom Flughafen der Insel, dem Juancho E. Yrausquin Airport, kommen. Der Ort ist nur über die einzige Straße der Insel (passenderweise „The Road“ genannt) zu erreichen. Der Straßenabschnitt von Zion’s Hill zum Flughafen war 1958 der letzte Teil der Strecke, der fertig gestellt wurde.

## Sehenswürdigkeiten

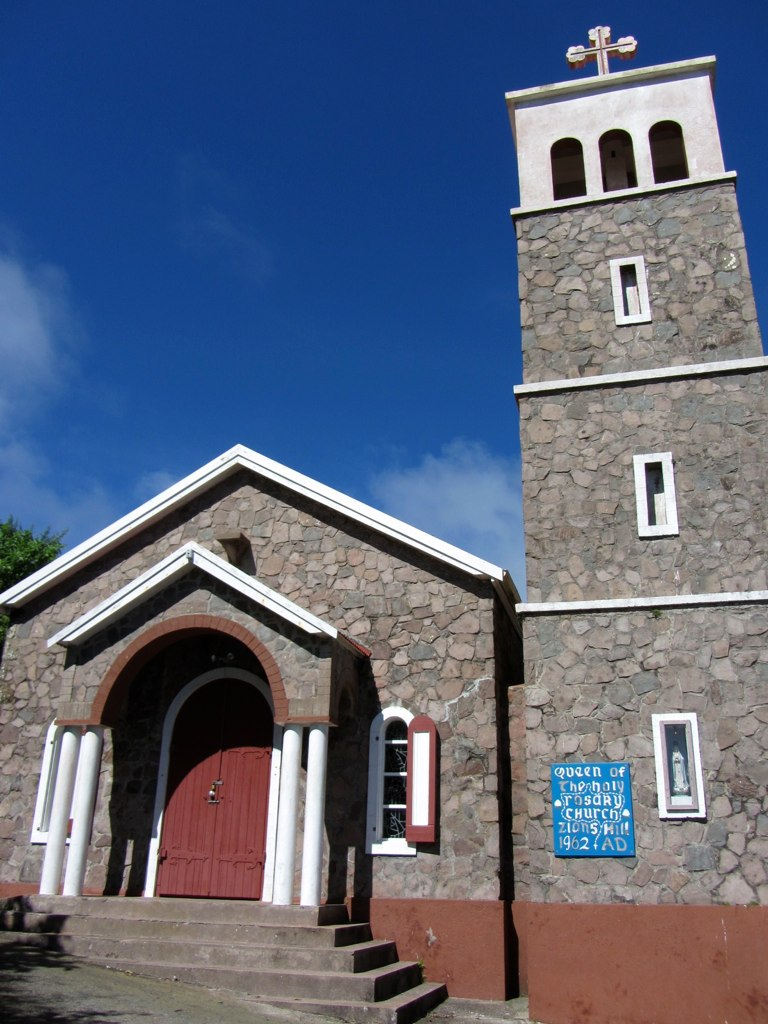
Holy Rosary Church

Im Dorf liegt die Holy Rosary Church. Diese im Jahr 1962 erbaute kleine Kirche wurde so konstruiert, dass sie einem Gebäude aus der Zeit des Mittelalters ähnelt. In direkter Nähe der Kirche befindet sich die Saba Lace Boutique, in der die berühmten Spitzen von Saba (örtlich Saba Lace oder auch Spanish Work genannt) hergestellt und verkauft werden. Des Weiteren ist der Ort für einen äußerst starken Rum bekannt, der hier hergestellt wird. In Zion’s Hill starten außerdem Touren in den Saba National Marine Park sowie zu dem mittlerweile stillgelegten Schwefelbergwerk der Insel.